# هاچیتا (نیومکزیکو)
هاچیتا (به انگلیسی: Hachita) یک منطقهٔ مسکونی در ایالات متحده آمریکا است که در شهرستان گرنت، نیومکزیکو واقع شده‌است. هاچیتا ۴۹ نفر جمعیت دارد و ۱٬۳۷۸٫۰۲ متر بالاتر از سطح دریا واقع شده‌است.